# Venturia bicarinata
Venturia bicarinata är en stekelart som beskrevs av David B. Wahl 1984. Venturia bicarinata ingår i släktet Venturia och familjen brokparasitsteklar. Inga underarter finns listade i Catalogue of Life.